# Enzo Hervé
Pas d'image ? Cliquez ici

a Compétitions nationales et continentales officielles uniquement.

Dernière mise à jour le 12 mai 2025.
Enzo Hervé, né le 13 octobre 1998 au Bugue (Dordogne), est un joueur français de rugby à XV jouant au poste de demi d'ouverture au Rugby club toulonnais depuis 2023.

## Biographie

### Jeunesse et formation
Enzo Hervé commence le rugby au sein du Bugue Athletic Club, en Dordogne, où il est formé par son père. Il rejoint le CA Brive en 2013 alors qu'il est en Crabos.

### Débuts au CA Brive (2017-2023)
Enzo Hervé dispute son premier match avec l'équipe professionnelle en Top 14 en novembre 2017 face au Montpellier Hérault rugby à l'âge de 18 ans.
Il s'impose dans l'effectif corrézien durant la saison 2018-2019 de Pro D2 en participant à 16 matchs et en inscrivant 23 points, dont 4 essais. En revanche, il ne participe ni à la finale du championnat perdue face à l'Aviron bayonnais (19 à 21), ni au barrage d'accession en Top 14 gagné face au FC Grenoble (28 à 22).
Lors de la saison 2019-2020 de Top 14, il dispute 14 matchs, dont 11 en tant que titulaire et inscrit 43 points au pied. Il dispute également 4 matchs de Challenge européen.
En octobre 2020, il prolonge son contrat jusqu'en juin 2023. Lors de la saison 2020-2021 de Top 14, il inscrit son premier essai en Top 14 lors de la première journée de championnat face à l'Aviron bayonnais. Il est un élément majeur de l'effectif briviste lors de cette saison avec 21 matchs de Top 14 disputé dont 19 en tant que titulaire à l'ouverture et 158 points inscrits.
En septembre 2021, il prolonge une nouvelle fois son contrat jusqu'en juin 2024. Au mois de novembre 2021, il est invité dans l'équipe des Barbarians français pour affronter les Tonga au Matmut Stadium Gerland de Lyon. Les Baa-Baas s'impose 42 à 17 grâce à six essais inscrits. Il confirme lors de la saison 2021-2022 en disputant à nouveau 21 matchs de championnat.
Le début de la saison 2022-2023 de Top 14 est compliqué pour Enzo Hervé qui n'a été titularisé que trois fois entre les mois d'août 2022 et janvier 2023, dépassé dans la hiérarchie interne à son poste par Stuart Olding et Nicolás Sánchez. L'arrivée de Patrice Collazo à la tête du CA Brive, fin décembre 2022, lui redonne du temps de jeu.

### Transfert au RC Toulon (depuis 2023)
En 2023, après la relégation du club briviste en pro d2, Enzo Hervé s'engage pour deux saisons avec le RC Toulon,.

## Vie privée
En mai 2020, Enzo Hervé intègre le staff technique du club de US Vézerienne Le Lardin-Saint-Lazare, qui évolue en division Honneur afin d'y prodiguer des conseils.

## Palmarès
- Finaliste du Championnat de France de 2e division en 2019 avec le CA Brive.